# Танадак (острів)
Острів Танадак (алеут. Tanaadax) — острів у підгрупі островів Деларова Андреянівських островів у ланцюзі Алеутських островів Аляски, США. Назва була зареєстрована капітаном російського імператорського флоту Михайлом Тебенковим у 1852 році.
Острів має довжину близько 800 метрів і розташований 2,5 км на захід від острова Улак.